# The Howling Iguanas
 (juin 2021).
Si vous disposez d'ouvrages ou d'articles de référence ou si vous connaissez des sites web de qualité traitant du thème abordé ici, merci de compléter l'article en donnant les références utiles à sa vérifiabilité et en les liant à la section « Notes et références ».
Albums de Michael Lee Firkins
Michael Lee Firkins
(1990) Chapter Eleven
(1995)
The Howling Iguanas est un album que le guitariste américain, Michael Lee Firkins enregistra en compagnie du chanteur/harmoniciste Little John Chrysley et du bassiste Jimmy O'Shea. Il est sorti en 1994 sur le label Blues Bureau International et a été produit par les trois musiciens et Mike Varney.

## Liste des titres
| No  | Titre                     | Auteur                          | Durée |
| --- | ------------------------- | ------------------------------- | ----- |
| 1.  | Saturday Morning          | Michel Lee Firkins              | 5:37  |
| 2.  | Self Control              | Little John Chrisley            | 7:26  |
| 3.  | Psycho Train              | Chrisley                        | 4:10  |
| 4.  | Where'd Ya Go?            | Chrisley                        | 4:48  |
| 5.  | When Life Has It's Way    | Chrisley, Firkins, Jimmy O'Shea | 5:45  |
| 6.  | Everybody Wants Something | Chrisley, Firkins               | 5:44  |
| 7.  | Soul                      | Chrisley, Firkins, O'Shea       | 7:26  |
| 8.  | Free                      | Chrisley, Firkins, O'Shea       | 3:54  |
| 9.  | Throw It All Away         | Chrisley                        | 4:41  |
| 10. | All Behind Me             | Chrisley, Firkins               | 4:52  |
| 11. | When All You See Is Blue  | Chrisley, Firkins               | 7:17  |

## Musiciens
- Michael Lee Firkins : guitare
- Little John Chrisley : chant, harmonica, claviers
- Jimmy O'Shea : basse

avec
- Ray Luzier : batterie sur tous les titres sauf Self Control et Psycho Train
- Mike Vanderhule : batterie sur Self Control et Psycho Train